# Stanislaw Karol Kubicki
Stanislaw Karol Kubicki (Pseudonym: Peter Mantis; * 5. Juli 1926 in Berlin; † 19. Oktober 2019 ebenda) war ein deutscher Professor für Klinische Neurophysiologie, Kunstwissenschaftler und erster Student der Freien Universität Berlin.

## Schule, Krieg und Studium
Kubicki wurde 1926 als Sohn künstlerisch und politisch ambitionierter Eltern geboren. Sein Vater ist der 1943 von der Gestapo ermordete Schriftsteller, Philosoph, Übersetzer und expressionistische Maler Stanislaw Kubicki, der mit dem Anarchisten Erich Mühsam befreundet war und 1934 aufgrund seiner linken politischen Gesinnung nach Polen emigrierte. Die Mutter Margarete Kubicka verblieb mit den Kindern in Berlin, ging in die innere Emigration und wandte sich nach dem Hitler-Stalin-Pakt vom Kommunismus ab.
Ab 1931 besuchte Kubicki die Volksschule in Berlin-Britz, ab 1935 das Kaiser-Wilhelm-Realgymnasium in Neukölln. Von 1940 bis 1942 war er Mitglied einer Schüler-Widerstandsgruppe und Mitarbeiter an der antifaschistischen Schülerzeitschrift Sphinx (s. „Sechs junge Berliner“ in der Zeitschrift Horizont Jg. 1 (1945/46) S. 9). 1944 machte er das Abitur am Staatlichen Kaiser-Wilhelm-Realgymnasium in Neukölln; danach folgen Arbeitsdienst; ein Trimester Medizinstudium und die Einberufung, von Februar bis August 1945 sowjetische Gefangenschaft.
Als Kind von Antifaschisten genoss er im Ostsektor Berlins den Status „Opfer des Faschismus“ (OdF). Während vor allem Kinder aus bürgerlichen Elternhäusern an der Linden-Universität abgelehnt wurden, bekam der 19 Jahre alte Kubicki sofort einen Studienplatz. Im dritten Semester wurde er Mitbegründer der „Vereinigung antifaschistischer Studenten“.
Es folgen Vorphysikum (April 1947) und Physikum (April 1948).

## Die politischen Verhältnisse
Die politischen Verhältnisse in der sowjetischen Besatzungszone unter der Führung von SED und FDJ wurden für ihn zunehmend unerträglich. Mit anderen war er gegen die übertriebene Bevorzugung von Arbeiter- und Bauernkindern bei der Immatrikulation und gegen die Pflichtvorlesungen in Marxismus-Leninismus (u. a. von Robert Havemann). Tiefe Abneigung hegt er gegen jede Form von Totalitarismus – Nationalsozialismus wie Kommunismus. Das häusliche Arbeitszimmer Kubickis diente mehrfach als Treffpunkt für regimekritische Studenten, die sich eine neue Universität, frei von politischen Einflüssen, wünschten.
Die Mediziner waren besonders gut organisiert. In der Anatomie-Vorlesung waren praktisch alle etwa 600 Vorkliniker täglich einmal beisammen.
Über Kubicki tuschelte man damals, er sei Mitglied der SED. Er schaffte dieses Gerücht auf seine ganz persönliche, unverblümte Art aus der Welt: „Ich ging kurz vor Beginn der Anatomie-Vorlesung zur Tafel und schrieb darauf‚ Ich bin nicht in der SED! Danach war alles ruhig“, sagte er.
Nach dem Entzug der Studienerlaubnis für seine Freunde Otto Stolz, Otto H. Hess und Joachim Schwarz im April 1948 schrieb Kubicki in einem „gepfefferten Sonderheft“ der Studentenzeitschrift „colloquium“ den decouvrierenden Artikel „Wer denunziert?“, in der Gefahr, mindestens ebenfalls exmatrikuliert, wenn nicht gar verhaftet zu werden. (Oppositionelle Studenten verschwanden zu dieser Zeit spurlos, wurden ermordet oder zu 20 Jahren Zwangsarbeit verurteilt.)
Am 5. November wurde Kubicki durch den berühmten Münzenwurf der erste immatrikulierte Student der Freien Universität. Der „Gründungs-AStA“ der FU rekrutierte sich hauptsächlich aus „colloquium“-Mitarbeitern; Kubicki wurde Zulassungsreferent (praktisch der erste Leiter der Quästur).
Gegen die Fragebögen der Sowjets (zur politischen Gesinnung) und der Amerikaner (131 Fragen!) entwarf Kubicki ein Formular mit nur sieben Fragen: zu Name, Abitur, akademischer Vorbildung und – auf Verlangen der Amerikaner – zu Mitgliedschaften in NS-Organisationen. Es ging ihm nicht um Ideologie, sondern um Leistung. Ein amerikanischer Offizier urteilte über den Fragebogen: „Korrekt und effizient“.
Mit vielen rassisch und politisch Verfolgten brachte Kubicki in die Satzung die Unvereinbarkeit der Mitgliedschaft an der FU und in einer schlagenden Burschenschaft ein (später als verfassungswidrig verworfen). Die Leistungen der Studenten im Rahmen der FU-Gründung führen zur Mitbestimmung der Studentenschaft in den Gremien der Universität. In den ersten Semestern besteht zudem eine echte und enge Gemeinschaft zwischen Lehrenden und Lernenden im Sinne Wilhelm von Humboldts an der FU.
1948 wurde Kubicki Mitglied der LDP.

## Weiteres Studium
Von 1948 bis 1951 absolvierte er ein paralleles Studium der Kunstgeschichte und der klassischen Archäologie.
Nach dem medizinischen Staatsexamen im Jahre 1952 folgte eine vierteljährige Pflichtassistenz im Klinikum Westend in Urologie und Neurochirurgie. 1953 wurde ihm die Voll-Approbation erteilt, und er begann die Ausbildung zum Facharzt für Psychiatrie und Neurologie; daneben lief seine Ausbildung als Anästhesist in der Neurochirurgie.
1955 promovierte Kubicki über den Wert der Elektroenzephalographie bei Hirntumoren. 1961 folgte die Anerkennung als Facharzt für Nerven- und Geisteskrankheiten.
Von 1961 bis 1965 war Kubicki Landesschatzmeister der FDP.
1967 habilitiert er sich mit der Schrift „Die elektroenzephalographischen Erscheinungen im Verlauf akuter Schlafmittelvergiftungen“.
Im Jahre 1968 lehnte er einen Ruf nach Heidelberg als Leiter der Abteilung für Klinische Neurophysiologie ab. Als Grund gab er an, dass die linken Studenten den Ruf der Freien Universität ruiniert haben und Günther A. Neuhaus ihn bat in Berlin zu bleiben, „um die Uni zu retten“. Kubicki wurde am Klinikum Westend Leiter der Abteilung für Klinische Neurophysiologie. Schwerpunkt wird für einige Jahre die Forschung der neurologischen und elektrophysiologischen Veränderungen bei Komata und die Probleme bei der Bestimmung des Hirntodes im Rahmen der Intensivmedizin.
Im August 1969 wurde Kubicki zum Professor ernannt. Er war Mitbegründer der „Notgemeinschaft für eine freie Universität“ (1969) und des „Bundes Freiheit der Wissenschaft“ (1970). Beides sind Zusammenschlüsse von – nach den Übergriffen linker Studenten – enttäuschten reformfreudigen und konservativen Professoren und Dozenten mit dem Ziel, die Öffentlichkeit über die Lage an der „Freien Universität unter Hammer und Sichel“, so der Titel einer Reihe, zu informieren. Die Reihe veröffentlicht auch schwarze Listen linker Dozenten.
Von 1971 bis 1973 war Kubicki Mitglied des Akademischen Senats und des Konzils der FU, von 1971 bis 1975 Mitglied der Medizinischen Fakultät. Von 1974 bis zur Emeritierung 1992 Leiter der Abteilung für Klinische Neurophysiologie, ein weiterer Schwerpunkt: „Schlafforschung“ 1975 bis 1991 Geschäftsführender Direktor der Neurologisch-Neurochirurgischen Klinik im Klinikum Westend der FU.

## Deutsche Gesellschaft für Klinische Neurophysiologie
Von 1963 bis 1993 war Kubicki Sekretär der „Deutschen Gesellschaft für Klinische Neurophysiologie“, seit 1993 Ehrenpräsident der Gesellschaft. 1970 gründet er die „Zeitschrift für Klinische Neurophysiologie“ (Thieme-Verlag) und war alleiniger Schriftleiter. 1979 wurde er Mitbegründer und war lange Zeit Herausgeber des Fortbildungsorgans „Das Neurophysiologie-Labor“ (ursprünglich: „Das EEG-Labor“; Gustav Fischer Verlag).

## Bundesärztekammer
Mehrfach jährlich leitete er Ausbildungsseminare im Rahmen der Fortbildungskongresse der Bundesärztekammer. 1986 wurde ihm die Ernst von Bergmann Medaille verliehen.

## Kulturpolitik und Kunstwissenschaften
Auf Kubickis Initiative hin gründet der Kultussenator Adolf Arndt in den 1960er Jahren:
- den ersten Berliner Kunstverein (die „Neue Gesellschaft für Bildende Kunst, Kunstverein Berlin“. Dort Vorstandsmitglied bis 1968),
- eine Buchreihe über Berliner Kunst und Berliner Künstler der zwanziger Jahre.
- die Berlinische Galerie (Museum für Moderne Kunst und Photographie). Kubicki war Initiator und Mitbegründer.

Von 1969 bis 1974 war Kubicki Vorstandsmitglied im Neuen Berliner Kunstverein, 1976 Mitbegründer und langjähriger Präsident der Jeanne Mammen-Gesellschaft in Berlin.
Daneben kümmerte sich Kubicki um das malerische Werk der Eltern und organisiert Ausstellungen. Bis zu seinem Tod regelmäßiger Verleih der in seinem Besitz befindlichen Exponate der Eltern und ihrer avantgardistischen Freunde aus Polen und dem Rheinland für deutsche und internationale Ausstellungen, Organisation eigenständiger Ausstellungen, unter anderem:
- bereits Ende 1945 eine Ausstellung Moderner Kunst („Was sie verboten hatten“) in den Räumen der Stadtbibliothek in der Ganghoferstraße in Neukölln
- 1975 die Ausstellung „Versuch einer Rekonstruktion: Internationale Ausstellung Revolutionärer Künstler 1922 in Berlin“ (Neuer Berliner Kunstverein)
- 1992 die Ausstellung Die Jahre der Krise; Margarete Kubicka und Stanislaw Kubicki 1918 bis 1922 in der Berlinischen Galerie

## Nachwendezeit: Der »Malteser Kreis«
1990 gründen »48er« (Gründungsstudenten der FU) und »68er« auf Initiative des damaligen Leiters des Außenamtes, Horst Hartwich (Ehrenbürger der Freien Universität) einen Diskussionskreis, der später im APO-Archiv in der Malteserstraße in Lankwitz tagt (daher der Name »Malteser Kreis«).
1991 wurde er Mitglied in dem von Roland Köhler ins Leben gerufenen „Gesprächskreis HU-FU“ an der Humboldt-Universität.
1998/9 veranstaltete er zum 50-jährigen Jubiläum der FU zusammen mit Siegward Lönnendonker eine Universitätsvorlesung über deren politische Geschichte mit beteiligten Zeitzeugen (Karol Kubicki / Siegward Lönnendonker (Hg.), 50 Jahre Freie Universität Berlin – aus der Sicht von Zeitzeugen, Berlin 2002).
Kubicki sah mit den anderen Mitgliedern des Malteser Kreises seine Aufgabe darin, jenseits der Fülle von Darstellungen über die „Rote Kaderschmiede FU“ eine bisher nicht vorhandene Dokumentation über den Beitrag der Freien Universität zu den Wissenschaften zu erstellen: die „Beiträge zur Wissenschaftsgeschichte der Freien Universität Berlin“. Außerdem verschiedene Artikel über Verdienste der FU. Nach der Auszeichnung der FU im Elitewettbewerb bilanzieren Kubicki und Lönnendonker: „Nur die Weiterführung der Berliner Friedrich-Wilhelms-Universität im Humboldtschen Geiste der Freiheit von Lehre und Forschung konnte die Fortführung der wissenschaftlichen Tradition mit ihren Spitzenleistungen garantieren.“
Zusammensetzung des Malteser Kreises, der das Redaktionskollegium der »Beiträge zur Wissenschaftsgeschichte der Freien Universität Berlin« bildete:
Siegfried Baske (ehemals Vizepräsident der FU, gestorben 2008), Ursula Besser (CDU, ehemals Vorsitzende des Wissenschaftsausschusses des Berliner Abgeordnetenhauses, Stadtälteste von Berlin und seit Mai 2011 Mitglied des Ordens Pour le mérite im Range eines Obersts), Willi Diedrich (Gründungsstudent der FU, ehemaliger Kanzler der TU, ehemaliger Staatssekretär), Ursula Hennig (Germanistin, gestorben 2006), Helmut Kewitz (Gründungsmitglied der FU, Vorstandsmitglied der Notgemeinschaft für eine freie Universität, Mitbegründer der Liberalen Aktion, gestorben 2010), St. Karol Kubicki (Matrikelnummer 1, Mitglied des Gründungs-AStA, Vorstandsmitglied der Notgemeinschaft für eine Freie Universität), Siegward Lönnendonker (ehemaliges Mitglied der Deutsch-Israelischen Studiengruppe und des Sozialistischen Deutschen Studentenbundes, Begründer und Leiter des APO-Archivs der FU), Ruth Recknagel (Gründungsstudentin der FU, ehemalige Richterin am Kammergericht und Direktorin der Wiedergutmachungsämter von Berlin), Klaus Wähler (Jurist).
Darüber hinaus äußerten viele der Angesprochenen den Wunsch, das Vorhaben durch persönliches Engagement zu unterstützen, so u. a. Meta Alexander †, Eva Furth-Heilmann †, Karl Eichner †, Wolfgang Kalischer †, Henning Köhler, Georg Kotowski † (ehemaliges Mitglied des Bundestages), Günter Stüttgen † (Vorstandsmitglied in zahlreichen internationalen Fachorganisationen), Hanns-Peter Herz (ehemaliger Staatssekretär und ehemaliger Chef der Senatskanzlei), Ulrich Littmann † (ehemaliger Geschäftsführender Direktor der deutschen Fulbright-Kommission) und Ernst Benda † (Ehemaliger Präsident des Bundesverfassungsgerichts und ehemaliger Bundesinnenminister), die in den folgenden Rundschreiben um Beiträge für die Vortragsreihe und für die geplante Dokumentation über die einzelnen Wissenschaftsgebiete der Freien Universität warben.

## Publikationen

### Medizin
Insgesamt Publikation von über 200 Artikeln in deutsch-, englisch- und französischsprachigen Zeitschriften, über 80 davon über das Thema Schlafphysiologie, 5 Fachbücher.

### FU-Geschichte
- Karol Kubicki / Siegward Lönnendonker (Hg.), 50 Jahre Freie Universität Berlin (1948–1998) aus der Sicht von Zeitzeugen, Berlin 2002, ISBN 978-3-89971-474-6.
- Karol Kubicki / Siegward Lönnendonker (Hg.), Beiträge zur Wissenschaftsgeschichte der Freien Universität Berlin:
- Bd. 1: Die Freie Universität Berlin 1948–2007 – Von der Gründung bis zum Exzellenzwettbewerb, 258 S. (im Anhang: ein Beitrag über die linken Gruppierungen ein- schließlich Kurzcha-rakterisierungen der K-Gruppen, eine Dokumentation der Störungen von Lehrveranstaltungen an der Freien Universität in der Zeit vom WS 1969/70 bis zum WS 1970/71 sowie der Wortlaut der Erprobungsklausel, der Bund-Länder-Vereinbarung »Exzellenzwettbewerb« und eine Liste der Partnerschaften und Kooperationen bis 2006), Göttingen 2009, ISBN 978-3-89971-474-6.
- Bd. 2: Die Geschichtswissenschaften an der Freien Universität Berlin, 220 S. (mit Beiträgen von Ernst Baltrusch, Dietrich Kurze / Knut Schulz, Henning Köhler, Wolfram Fischer und Jürgen Kocka), Göttingen 2009, ISBN 978-3-89971-475-3.
- Bd. 3: Die Naturwissenschaften an der Freien Universität Berlin, 178 S. (mit Beiträgen von Karl Peter Grotemeyer / Martin Aigner, Gerhard Berendt, Helmut Gabriel / Eckart Matthias, Helmut Baumgärtel, Volker Jacobshagen / Jürgen Fischer / Walter Franke / Peter Giese / Helmut Keupp / Karl Lenz / Michael Schaale / Werner Wehry, Karl-Heinz Frömming, Claus Schnarrenberger / Ekkehard Höxtermann und H. Walter Lack), Göttingen 2010, ISBN 978-3-89971-476-0.
- Bd. 4: Die Kultur- und Ethno-Wissenschaften an der Freien Universität Berlin, 207 S. (mit Beiträgen von Egon Renner, Johannes Renger, Rainer Voigt, Detlef Foljanty, Mechthild Leutner, Siegfried Baske, Hans-Joachim Torke, Heinz Ickstadt und Reinhard Liehr und einem Nachtrag über Biochemie von Eberhard Riedel), Göttingen 2011, ISBN 978-3-89971-856-0.
- Bd. 5: Religionswissenschaft, Judaistik, Islamwissenschaft und Neuere Philologien an der Freien Universität Berlin, 205 S. (mit Beiträgen von Klaus Heinrich, Monika Daumenlang / Anja Middelbeck-Varwick, Friedrich-Wilhelm Marquardt, Peter Schäfer / Klaus Herrmann, Gottfried Müller, Hartmut Eggert, Eberhard Lämmert, Hans-Dieter Gelfert und Michael Kaehne †) Göttingen 2012, ISBN 978-3-89971-954-3.
- Bd. 6: Gesellschaftswissenschaften an der Freien Universität Berlin – Erziehungswissenschaft, Psychologie, Hochschuldidaktik, Politikwissenschaft, Forschungsverbund SED-Staat, Kommunikationswissenschaften, Soziologie und Tourismus, 301 S. (mit Beiträgen von Harald Scholtz †, Michael-Sören Schuppan, Wolfgang Schönpflug / Horst-Peter Brauns, Brigitte Berendt, Gerhard Göhler, Hubertus Buchstein, Tilman Fichter, Siegward Lönnendonker, Klaus Schroeder, Gernot Wersig † / Ulrich Neveling, Heiner Ganßmann und Günther Haedrich und Kristiane Klemm), Göttingen 2013, ISBN 978-3-8471-0141-3.
- Bd. 7: Die Altertums- und Kunstwissenschaften an der Freien Universität Berlin, 207 S. (mit Beiträgen von Adolf H. Borbein, Ursula Moortgat-Correns †, Klaus Bruhn, Matthias Fritz, Erika Fischer-Lichte, Christian Pischel / Danny Gronmaier / Cilli Pogodda / David Gaertner / Tobias Haupts und Nachträgen über Rechts- und Wirtschaftswissenschaften von Heinz Rieter und Gisela Simmat), Göttingen 2015, ISBN 978-3-8471-0427-8, ISBN 978-3-8470-0427-1 (E-Book).

### Kunstwissenschaft
- Versuch einer Rekonstruktion (Katalog 1975)
- Viktor Kuhr (Katalog 1985)
- Die Jahre der Krise (Berlinische Galerie 1992)
- Auf der Durchreise (Berlinische Galerie 1992)
- Ein Poet übersetzt sich selbst (WIR Verlag 2005)
- Zdroj i Die Aktion: Współpraca dwóch czasopismkulturalnych w okresie pierwszej wojny światowej. In: BUNT (zu deutsch: Revolte); Ekspresjonizm Poznanski 1917–1925
- Förderung des photomechanischen Nachdrucks der Aktion von 1911 bis 1918 (Herausgeber Franz Pfemfert) und einiger anderer avantgardistischer Blätter („Der Weg“, „a bis z“, „Aktions-Lyrik“) aus der Weimarer Zeit bei Cotta, DTV und Kraus Reprint.
- 1963 Totenrede am Sarg Anja Pfemferts, der Übersetzerin Leo Trotzkis Schriften ins Deutsche. – Teilnachdruck in der Zeitschrift AUFBAU, New York.